# Памятник воинам-куртатинцам
Па́мятник во́инам—куртати́нцам посвящён выходцам из Куртатинского ущелья, павшим за Родину в годы Великой Отечественной войны 1941—1945. Автором является осетинский скульптор Даурбек Цораев. Памятник находится в Куртатинском ущелье (Северная Осетия-Алания) у дороги, близ посёлка Верхний Фиагдон. Его открытие состоялось 9 мая 1971 года.
Памятник представляет собой скульптуру коня, оплакивающего павшего в бою наездника. «Верный конь» символизирует скорбь всей Осетии по погибшим в войне сыновьям.